# 金沢大学附属幼稚園
金沢大学附属幼稚園（かなざわだいがくふぞくようちえん）は、石川県金沢市にある国立幼稚園である。金沢大学の附属学校。
正式名称は「金沢大学人間社会学域学校教育学類附属幼稚園」（かなざわだいがく・にんげんしゃかいがくいき・がっこうきょういくがくるい・ふぞく・ようちえん）である。
金沢大学附属小学校に無試験で入学可能である。

## 概要
1951年、金沢大学に教育学部が設置され、金沢大学教育学部附属幼稚園となる。
1995年9月、附属小学校、附属中学校と共に附属高校の所在する平和町キャンパスへ移転した。
2008年4月、金沢大学の学部再編に伴い、教育学部は人間社会学域・学校教育学類に改組した。そのため、正式名称も「金沢大学人間社会学域学校教育学類附属幼稚園」となった。
幼小中一貫教育を実施している。附属中学まではほぼ全員がエスカレートで進学している。附属高校まで進学する者は学年の半数程度となっている。

## 教育

### 教育目標
「一人一人の幼児が自分なりの力を発揮し、友達とかかわり合いながら生きる力をやしなう。」
- いきいきとあかるいこども
- よくみ、よく考えるこども
- 自分からすすんでものごとをするこども
- 豊かな美しい心をもつこども
- 友だちとなかよく遊ぶこども

### 幼児教育の研究
金沢大学人間社会学域学校教育学類の附属学校である。そのため、幼児教育の理論と実証の研究を行う。他の教育研究期間と提携をし、幼児教育の振興に努める。
また、学校教育学類の学生の幼児教育の指導を行う。
帰国子女の転入も実施されている。帰国した幼児が滞在国で身に付けた特性を活かし、調和のとれた国際感覚を磨くための指導ならびに研究が行われている。

## 行事
| - 4月 入園式・こいのぼりのつどい - 7月 わくわくワールド・七夕のつどい | - 10月 のびのびフェスティバル - 11月 秋の茶会 - 12月 クリスマスのつどい | - 2月 まめまきのつどい・のびのび表現会 - 3月 修了式 |

## 入園試験
2020年1月現在、4歳児、5歳児の園児募集については、今後の募集停止について検討をしている。

## 年表
- 1874年 - 私立金沢幼稚園を石川県師範学校に移管して附属幼稚園とし、附属小学校に併設。
- 1915年 - 石川県女子師範学校が石川県師範学校から分離されると同時に石川県女子師範学校附属幼稚園と改称。
- 1943年 - 石川師範学校女子部附属幼稚園となる。
- 1949年 - 金沢大学石川師範学校附属幼稚園となる。
- 1951年 - 金沢大学教育学部附属幼稚園となる。
- 1968年 - 園舎竣工、移転。
- 1995年 - 園舎竣工、移転。
- 2004年 - 国立大学法人化。
- 2008年 - 金沢大学の3学域16学類への学部再編により、金沢大学人間社会学域学校教育学類附属幼稚園と改称。

## 交通
- JR金沢駅より金大附属学校・自衛隊前行きバスで約30分
- 北陸自動車道金沢西インターチェンジより車で約20分
- 北陸自動車道金沢東インターチェンジより車で約25分